# Opilio birmanicus
Opilio birmanicus is een hooiwagen uit de familie echte hooiwagens (Phalangiidae).